# Donnie Yaipén
Donnie Jordan Yaipén Quesquén (Chiclayo, 16 de octubre de 1990) es un cantante y compositor peruano de cumbia peruana.

## Biografía

### Primeros años
Donnie Jordan Yaipén Quesquén nació el 16 de octubre de 1990 en la provincia de Chiclayo en el departamento de Lambayeque, hijo del cantante Javier Yaipén, fundador del grupo musical Hermanos Yaipén. Gran parte de su niñez la pasó con su abuela, ya que su madre Clara Quesquén, partió para Argentina para apoyar a la familia económicamente. A la edad de once años, Donnie trabajo al lado de su tio Walter Gil como astillero naval pero dejó el oficio para desarrollar su carrera como cantante, hasta que a esa misma edad se convierte en la nueva voz de  Hermanos Yaipén.

### Hermanos Yaipén
Donnie Yaipén comienza su carrera a los once años como artista recurrente en la agrupación musical familiar que tenía su padre junto con su tio Walter Yaipén en 2001. Donde tuvo el desempeño de uno de las voces principales del conjunto hasta 2023, cuando daría un paso al costado para formar su propio grupo como solista.

## Discografía

### Canciones con Hermanos Yaipén
- Y lloraré
- Tributo a Lisandro Meza[6]
- Dejate querer
- Con la mano en el moño
- Mix Luis Miguel[7]

### Canciones como solista
- Peruana de los ojos chinos[8]
- El hombre feliz
- Mix Locura de amor
- Falsas promesas[9][10]
- Mix Muñeco de la ciudad
- Senderito de amor
- Otra noche sin ti (nueva versión)
- A llorar a otra parte (nueva versión)
- Mil años
- Regresa mi amor
- Amantes[11]
- Soledad
- Te necesito